# Nagyné Bede Rozália
Nagyné Bede Rozália (Barót, 1940. február 3. –) erdélyi magyar pedagógus. Gyermekei Nagy Sándor építészmérnök, Nagy Zsuzsanna kutatóorvos, Nagy Zsófia grafikus.

## Életútja
A középiskolát szülővárosában végezte (1956), a Babeș–Bolyai Tudományegyetemen magyar-történelem szakos diplomát szerzett (1960). Egykori iskolájában lett líceumi tanár, s mind az iskola, mind a vidék szellemi arculatának alakításában szerepet vállalt versműsorok, irodalmi esték rendezésével. Az erdővidéki magyartanárok módszertani szakirányítója. Férjével, Nagy Sándorral közösen alkalmazta színpadra Gárdonyi Géza A lámpás c. kisregényét, jeleneteket írt tanuló-színjátszóinak az iskolai élet mindennapjairól. Szerkesztője a Busolă – Iránytű c. iskolai folyóiratnak (1970-71). A képszerű látás, a képi gondolkodás fejlesztése az irodalmi műelemzés gyakorlatában c. dolgozatával megszerezte az I. tanári fokozatot (1980).
Mint iskolájának igazgatója 1990-ben mozgalmat indított, hogy a líceum felvehesse Baróti Szabó Dávid nevét. Erdővidék szellemi örökségének közkinccsé tételére a Baróti Szabó Dávid Emlékbizottság és Alapítvány segítségével emlékszoba berendezését kezdeményezte és szervezte. Iskolai évkönyveket állított össze és társszerkesztője a Tulipán Füzetek c. ismeretterjesztő kiadványnak (1990-92). Cikkei az oktatás, főként a magyar nyelvtanítás hazai megújításának lehetőségeiről a megyei és országos napilapokban jelennek meg. A Collegium Transsilvanicum Alapítvány pályázatán elfogadott Tanulási-tanítási Kézikönyv elkészítésén dolgozott (1994).
Szerkesztésében jelent meg a Közelebb Baróti Szabó Dávidhoz c. válogatás a költő műveiből és a rá vonatkozó szakirodalomból (1995).